# Schuifladenstelling
Een schuifladenstelling is een industrieel magazijn waarin vlakke producten kunnen worden opgeslagen. Een schuifladenstelling is opgebouwd uit verticale draagframes waaraan railprofielen zijn gemonteerd. Door de rails rollen schuifladen in en uit het systeem. Het verschil met palletstellingen is dat bij een schuifladenstelling de laden handmatig dan wel automatisch uit te schuiven zijn waardoor alle goederen van bovenaf in- en uit te slaan zijn.
Doordat goederen kunnen worden opgeslagen tot een hoogte van circa twee meter, bespaart een onderneming op heftruckgebruik en de daarbij behorende rangeer ruimte. Door met een portaalkraan te werken nemen de gangpaden maar weinig ruimte weg ten opzichte van heftruckgebruik. Vandaar dat bij schuifladenstellingen gebruikgemaakt wordt van het zogenaamde Very Narrow Aisle (VNA)-systeem, wat inhoudt dat de gangpaden tussen de stellingen smaller zijn dan gebruikelijk. Een combinatie van deze twee factoren kan kostenbesparend zijn in het geval van bijvoorbeeld een hoge grondprijs of een behoefte aan extra productieruimte.
De in- en uitslag gebeurt in een schuifladenstelling door middel van een portaalkraan. 